# Thierry Bourdin
Thierry Bourdin (Clermont-Ferrand, 30 de octubre de 1962) es un deportista francés que compitió en lucha libre. Ganó una medalla de bronce en el Campeonato Europeo de Lucha, en la categoría de 52 kg.

## Palmarés internacional
| Campeonato Europeo | Campeonato Europeo   | Campeonato Europeo | Campeonato Europeo |
| Año                | Lugar                | Medalla            | Categoría          |
| ------------------ | -------------------- | ------------------ | ------------------ |
| 1991               | Stuttgart (Alemania) | Medalla de bronce  | 52 kg              |